# Manuel Fal Conde
Manuel Fal Conde (ur. 1894 w Higuera de la Sierra, zm. 1975 w Sewilli) – hiszpański tradycjonalista, przywódca karlistów, prawnik, dziennikarz i polityk.
Uczył się u jezuitów w Badajoz, studia prawnicze ukończył w Sewilli, doktorat uzyskał na Uniwersytecie Centralnym w Madrycie. Po studiach prowadził kancelarię adwokacką w Sewilli oraz wykładał prawo i historię w kolegiach i seminariach. Początek jego związku z organizacjami i prasą katolicką Andaluzji datuje się na rok 1917. Fala – ojca siedmiorga dzieci – cechował niezwykle żarliwy, nawet jak na Hiszpana i tradycjonalistę, katolicyzm; również w warunkach frontowych przystępował codziennie do Komunii świętej, a dla karlistowskich czerwonych beretów /"boinas rojas"/ napisał specjalny modlitewnik.
W roku 1930 przystąpił do „Comunión Tradicionalista” i wkrótce (1934) został jej szefem regionalnym. Zorganizował andaluzyjskie oddziały requetés i utworzył dziennik 'La Unión', którego redakcję objął doświadczony dziennikarz i historyk tradycjonalizmu – Domingo Tejera y de Quesada (1881-1944). Pismo zostało zresztą wkrótce zamknięte przez reżim republikański, a lokal redakcyjny zdemolowali 'nieznani sprawcy'. Najwyższe uznanie Pretendenta – wyrażone powierzeniem mu szefostwa Wspólnoty na całą Hiszpanię – przyniosło Falowi doprowadzenie do zjednoczenia karlistów z Partią Integrystyczną /"Partido Integrista"/, kończące półwiekowe rozbicie ruchu tradycjonalistycznego. Należy dodać, iż na czele Partii Integrystycznej stał cały czas od śmierci Ramóna Nocedala (od 1907) Bask Juan de Olazábal Ramery (1863-1937), a 'wianem' wnoszonym przez integrystów do karlizmu była nie tylko organizacja i ludzie, ale również prestiżowe pismo 'El Siglo Futuro' i wydawnictwo Editorial Tradicionalista.
Fal Conde był nie tylko dynamicznym działaczem, ale i ważnym ideologiem karlizmu, akcentującym jego samorzutny, ludowy i narodowy charakter. Karlizm – mawiał- nie przychodzi z góry, ale z dołu; jest to ruch ludowy – i w tym jego siła. Nie jest on partią polityczną, ale wspólnotą. Gdy zaś idzie o pryncypia, to przypominał, że: Jesteśmy tradycjonalistami zarówno w dziedzinie społecznej, jak w dziedzinie politycznej. Z tego też powodu nie jesteśmy ani za monarchią absolutną, ani za monarchią konstytucyjną, lecz za suwerennością króla rządzącego wespół z korporacjami. Ponadto był gorliwym katolikiem – Urodziliśmy się, aby umrzeć. Każda śmierć jest dobra, jeśli otwiera nam wrota Niebios.
Po wyborach z lutego 1936 roku, Fal Conde, skazany zaocznie na karę śmierci i poszukiwany listem gończym przez władze republikańskie, z Biarritz, a następnie z Portugalii kierował przygotowaniami do powstania w Nawarze i Aragonii, w porozumieniu z przywódcą konspiracyjnego Hiszpańskiego Związku Wojskowego /"Unión Militar Espańola"/, generałem José Sanjurjo.
W dzień po wystąpieniu armii, 19 lipca 1936 roku, Fal Conde przybył samolotem do Pampeluny, aby objąć kierownictwo polityczne powstania karlistów i spotkać się (jedyny zresztą raz w życiu) z generałem Franco. Wkrótce po przybyciu do Nawarry Fal Conde na własną rękę zorganizował w San Javier Królewską Akademię Wojskową, w której miały być szkolone dalsze kadry 'czerwonych beretów' /"boinas rojas"/, co stało się powodem natychmiastowego konfliktu z Franco, który przed przywódcą karlistów postawił alternatywę: sąd wojenny albo przymusowy wyjazd do Portugalii do końca wojny. Natomiast rezydujący w Wiedniu Alfons-Karlos wydał dekret nakazujący członkom Wspólnoty podporządkowanie się wojskowej juncie bez stawiania jakichkolwiek warunków politycznych.
W 1945 roku Fal Conde wrócił do Sewilli i adwokatury. W roku 1956 zrezygnował ze wszystkich funkcji we wspólnocie karlistowskiej. Zmarł w 1975 roku.